# トルコのMEKO型フリゲート
本項では、トルコが過去または現在に保有しているMEKO型フリゲートについて扱う。

## 来歴
冷戦体制のなか、トルコは北大西洋条約機構 (NATO) でもっとも東に位置する加盟国として、共産主義諸国と対峙する最前線を担っていた。とくにトルコ海軍は、地中海への進出を試みるであろうソビエト連邦の黒海艦隊を阻止するための正面部隊であったことから、その軍隊の武装強化はNATO諸国、特にドイツにとって大きな関心事であった。
一方、トルコにとっては、ソ連の脅威もさることながら、それよりはむしろ、歴史的にも対立し、またエーゲ海やキプロス島で領土紛争を抱えていたギリシャへの対抗が重要課題であった。1960年代以降のキプロス紛争では武力介入に発展しており、1975年には水陸両用作戦も実施された。
このことから、ギリシャと並行するようにして海軍力の整備が志向されることになった。この一環として建造されたのがヤウズ級である。ソ連への対抗上、金融面では西ドイツが、また装備面ではアメリカ合衆国の支援を受けており、1983年5月に4隻が発注された。
その後、他国の同系列艦とあわせて大型化を図った発展型4隻の建造が決定された。これがバルバロス級であり、1990年1月19日にまず2隻が発注されたものの、この契約は1991年3月13日になるまで発効しなかった。後半2隻（サーリヒレイス級）の建造に向けた書簡は1992年12月14日に調印され、1994年11月25日に最終契約が締結されたものの、1995年3月から9月にかけて、クルディスタン地域へのトルコ軍の武力介入への制裁措置として契約の履行が一時停止された。

## ヤウズ級

### 設計
本級は、西ドイツのブローム・ウント・フォス（B+V）社の輸出用フリゲートであるMEKO 200型の設計を採用しており、B+V社の呼称としてはMEKO 200TNとされる。これは同社が先行して建造していたMEKO 360型をもとに、基準排水量2,000トン級に小型化した船体に同程度の装備を施したもので、本級が一番手となった。ただし、中央船楼型の船型とV字型の煙突という外見上の特徴や、MEKO型の特徴であるモジュール化設計は踏襲されている。
主機はMTU 20V1163 TB93ディーゼルエンジン4基をCODAD方式に配して2軸の可変ピッチ・プロペラを駆動する構成とされた。電源としては、出力480キロワットのディーゼル発電機を4基搭載し、合計出力は合計1,440キロワットを確保した。

### 装備
STACOS-TU戦術情報処理装置を搭載し、リンク 11に対応する。またAN/WSC-3(V)7衛星通信装置およびマリサット衛星通信装置を搭載する。レーダーとしては、対空捜索用のDA-08、対空・対水上捜索用のAWS-6、航法用のデッカ1226を搭載したほか、火器管制用のWM-25にも目標捕捉レーダーが備えられている。ソナーとしてはDE-1160（AN/SQS-56の輸出版）をハル・ドームに収容して搭載した。
艦砲として艦首甲板に54口径127mm単装砲（Mk.45 mod.1 5インチ砲）を搭載したほか、船首楼甲板には、艦首側に1基、艦尾側に2基のシーゼニス 25mmCIWSが備えられている。5インチ砲はWM-25、CIWSは2基のアルビスTMKuの管制を受けている。
煙突直後の上部構造物上には、シースパロー（RIM-7M）個艦防空ミサイルのMk.29 8連装ミサイル発射機が設置されている。艦対艦ミサイルとしては、ハープーンの4連装発射筒2基を艦橋直後の上部構造物上に搭載する。対潜兵器としては、艦中部両舷に324mm3連装短魚雷発射管（Mk.32 mod.5）を備えており、Mk.46 mod.5短魚雷を発射できる。
艦尾甲板はヘリコプター甲板、その直前の船楼後端部は格納庫とされている。艦載機としては、当初はアグスタ-ベル 212ASW哨戒ヘリコプターが搭載されていたが、後にS-70B-28に更新された。

## バルバロス級

### 設計
上記の経緯より、本級はヤウズ級と同じMEKO 200型ながら、より大きく発展させた設計を採用しており、前半2隻はMEKO 200TN Track II-A、後半2隻はMEKO 200TN Track II-Bと称される。中央船楼型の船型とV字型の煙突という外見上の特徴や、MEKO型の特徴であるモジュール化設計を踏襲しつつ、船体を満載排水量にして350トン大型化したほか、空調設備も強化し、完全シタデル構造の導入によってNBC防護も強化された。
船型拡大に伴って主機は強化され、MTU 16V1163 TB83ディーゼルエンジン（単機出力6,530馬力）とゼネラル・エレクトリック LM2500ガスタービンエンジン（単機出力31,766馬力）2基ずつをCODOG方式に配して2軸の可変ピッチ・プロペラを駆動する構成とされた。電源も強化されており、MTU 8V396ディーゼルエンジンを原動機とする出力620キロワットの発電機を4基搭載し、合計出力は合計2,480キロワットを確保した。

### 装備
電装品は全体に強化された。戦術情報処理装置は分散システム化されたSTACOS Mod.III FDに更新された。また対空捜索レーダーも3次元式のAWS-9に変更されている。なお前半2隻はSCOT-1C衛星通信装置のアンテナ2基と商用衛星通信装置1基、後半2隻は商用衛星通信装置2基を備えている。また全艦が旗艦設備を備えている。
武器システムは、前半2隻ではヤウズ級の構成が踏襲された。一方、後半2隻では、シースパロー発射機のVLS化が図られており、Mk.41 mod.8に変更された。

### 近代化
2番艦オルチレイスは、2022年1月から2025年にかけてアセルサン社で中期アップグレード（MLU）を受け、タレス Smart-Sを除く全レーダー、ソナー、電子戦装置、自己防衛装置など21システムの近代化と交換が行われた。新たに設置されたシステムとしては、Akrep 300 火器管制レーダー、Cenk 200-N 3次元捜索レーダー、Ares-2N ESM装置、AREAS-2NC ECM装置、Kartaca-N チャフ・デコイ発射機などがある。

## 諸元表
|                   | ヤウズ級 (MEKO 200 TN Track I)                         | バルバロス級 (MEKO 200TN Track II-A)                   | サーリヒレイス級 (MEKO 200TN Track II-B)               |
| ----------------- | ------------------------------------------------------ | ------------------------------------------------------ | ------------------------------------------------------ |
| 基準排水量        | 2,414 t                                                | 3,100 t                                                | 3,150 t                                                |
| 満載排水量        | 2,994 t                                                | 3,350 t                                                | 3,400 t                                                |
| 全長              | 115メートル (377 ft)                                   | 116.72メートル (382.9 ft)                              | 117.72メートル (386.2 ft)                              |
| 全幅              | 14.2メートル (47 ft)                                   | 14.8メートル (49 ft)                                   | 14.8メートル (49 ft)                                   |
| 吃水              | 4.1メートル (13 ft)                                    | 4.3メートル (14 ft)                                    | 4.3メートル (14 ft)                                    |
| 機関              | CODAD方式                                              | CODOG方式                                              | CODOG方式                                              |
| 機関              | MTU 20V1163 TB93 ディーゼルエンジン×4基 (計35,940 bhp) | MTU 16V1163 TB83 ディーゼルエンジン×2基 (計13,060 bhp) | MTU 16V1163 TB83 ディーゼルエンジン×2基 (計13,060 bhp) |
| 機関              | MTU 20V1163 TB93 ディーゼルエンジン×4基 (計35,940 bhp) | LM2500ガスタービンエンジン×2基 (計63,532 shp)          |                                                        |
| 機関              | 可変ピッチ・プロペラ×2軸                               |                                                        |                                                        |
| 速力              | 27ノット                                               | 32ノット                                               | 32ノット                                               |
| 航続距離          | 4,000 海里 (20 kt)                                     | 4,100海里 (18 kt)                                      | 4,100海里 (18 kt)                                      |
| 乗員              | 180名                                                  | 220名                                                  | 220名                                                  |
| 兵装              | 54口径127mm単装砲（Mk.45 5インチ砲）×1基               | 54口径127mm単装砲（Mk.45 5インチ砲）×1基               | 54口径127mm単装砲（Mk.45 5インチ砲）×1基               |
| 兵装              | シー・ゼニス 25mmCIWS×3基                              |                                                        |                                                        |
| 兵装              | Mk.29 8連装ミサイル発射機×1基 (16発; RIM-7M短SAM用)    | Mk.29 8連装ミサイル発射機×1基 (16発; RIM-7M短SAM用)    | Mk.41 mod.8 VLS ×1 (16セル; RIM-7P短SAM用)             |
| 兵装              | ハープーンSSM 4連装発射機×2基                          |                                                        |                                                        |
| 兵装              | 324mm3連装短魚雷発射管（Mk.32 mod.5）×2基              |                                                        |                                                        |
| 艦載機            | AB-212ASW 哨戒ヘリコプター×1機 ※S-70Bへ更新予定        | AB-212ASW 哨戒ヘリコプター×1機 ※S-70Bへ更新予定        | AB-212ASW 哨戒ヘリコプター×1機 ※S-70Bへ更新予定        |
| C4I               | STACOS戦術情報処理装置                                 | STACOS戦術情報処理装置                                 | STACOS戦術情報処理装置                                 |
| レーダー          | DA-08 対空捜索用                                       | AWS-9 3次元式                                          | AWS-9 3次元式                                          |
| レーダー          | AWS-6 低空警戒/対水上用                                |                                                        |                                                        |
| レーダー          | デッカTM 1226 航法用                                   | デッカ2690BT 航法用                                    | デッカ2690BT 航法用                                    |
| レーダー          | STIR-24 短SAM射撃指揮                                  |                                                        |                                                        |
| レーダー          | WM-25 短SAM/砲射撃指揮用                               | STIR-18 短SAM/砲射撃指揮用                             | STIR-18 短SAM/砲射撃指揮用                             |
| レーダー          | TMKu CIWS射撃指揮用×2基                                |                                                        |                                                        |
| ソナー            | DE-1160 船底装備式                                     | DE-1160 船底装備式                                     | DE-1160 船底装備式                                     |
| 電子戦・ 対抗手段 | タレス・ラピッド/ラムセス 電波探知妨害装置             | ラカル・カトラスB1 電波探知装置                        | ラカル・カトラスB1 電波探知装置                        |
| 電子戦・ 対抗手段 | タレス・ラピッド/ラムセス 電波探知妨害装置             | ラカル・スコルピオンB1 電波妨害装置                    |                                                        |
| 電子戦・ 対抗手段 | Mk.137 6連装デコイ発射機×2基                           |                                                        |                                                        |
| 電子戦・ 対抗手段 | AN/SLQ-25 対魚雷デコイ装置                             |                                                        |                                                        |

## 同型艦一覧
| 設計       | #     | 艦名                                 | 建造所                | 起工       | 就役       |
| ---------- | ----- | ------------------------------------ | --------------------- | ---------- | ---------- |
| Track I    | F 240 | ヤウズ TCG Yavuz                     | B+V (ハンブルク)      | 1985年 5月 | 1987年 7月 |
| Track I    | F 241 | トゥルグート・レイス TCG Turgut Reis | HDW (キール)          | 1985年 9月 | 1988年 2月 |
| Track I    | F 242 | ファーティフ TCG Fatih               | ギョルジュク 海軍工廠 | 1986年 1月 | 1988年 7月 |
| Track I    | F 243 | ユルドゥルム TCG Yılderım            | ギョルジュク 海軍工廠 | 1987年 4月 | 1989年 7月 |
| Track II-A | F 244 | バルバロス TCG Barbaros              | B+V (ハンブルク)      | 1992年 4月 | 1995年 3月 |
| Track II-A | F 245 | オルチレイス TCG Oruçreis            | ギョルジュク 海軍工廠 | 1992年 7月 | 1996年 5月 |
| Track II-B | F 246 | サーリヒレイス TCG Salihreis         | B+V (ハンブルク)      | 1995年 3月 | 1998年12月 |
| Track II-B | F 247 | ケマルレイス TCG Kemalreis           | ギョルジュク 海軍工廠 | 1996年12月 | 2000年 6月 |

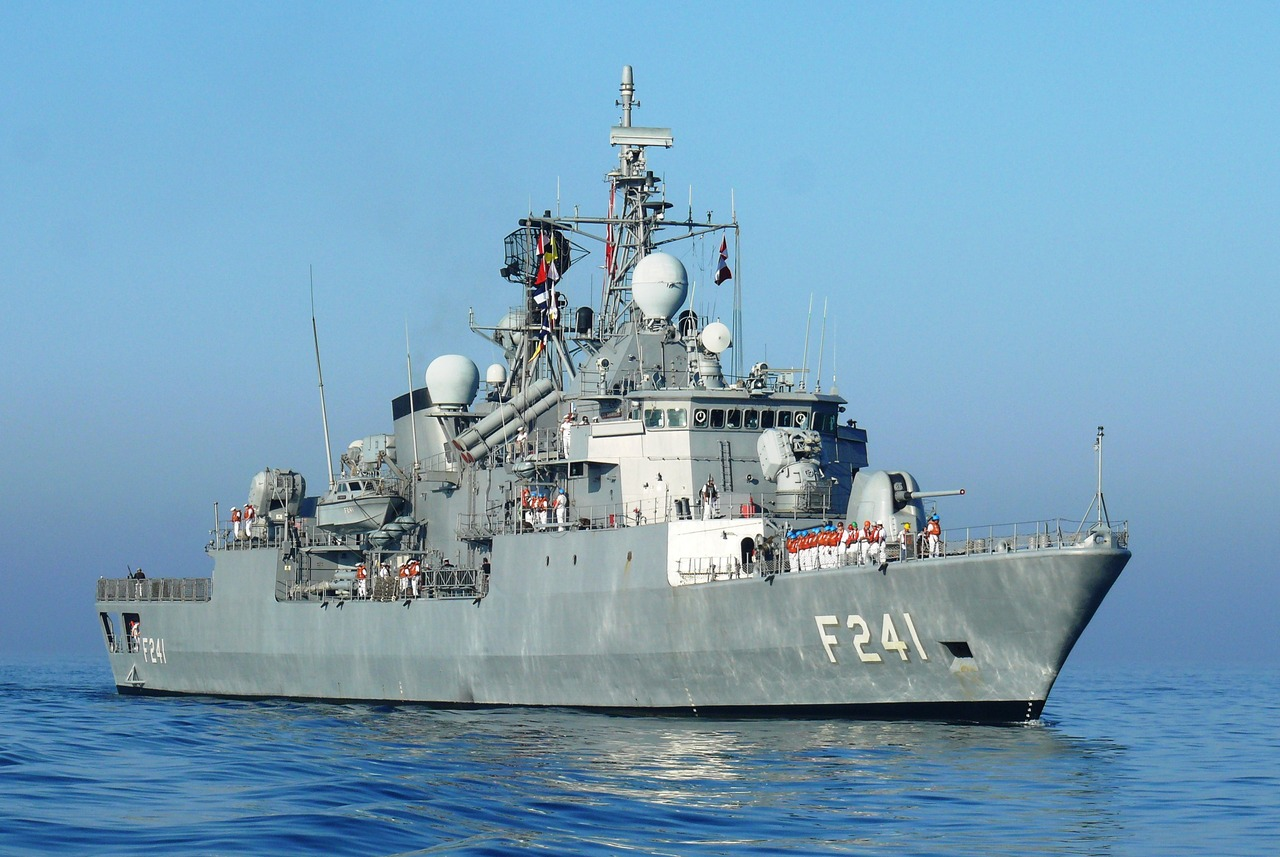
ヤウズ級フリゲート「F241 トゥルグート・レイス」 レーダー類が後の型と異なる。
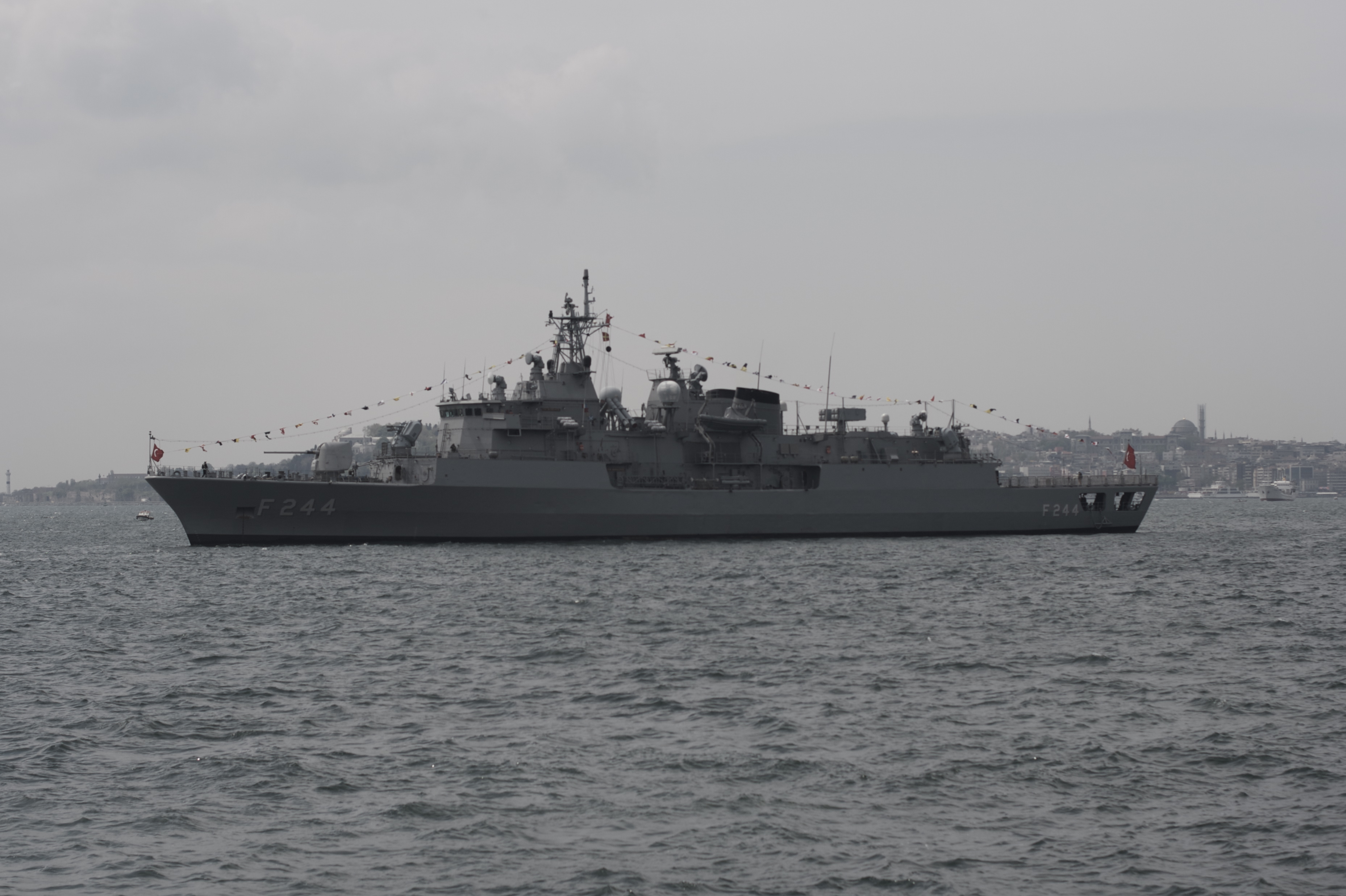
バルバロス級フリゲート「F244 バルバロス」
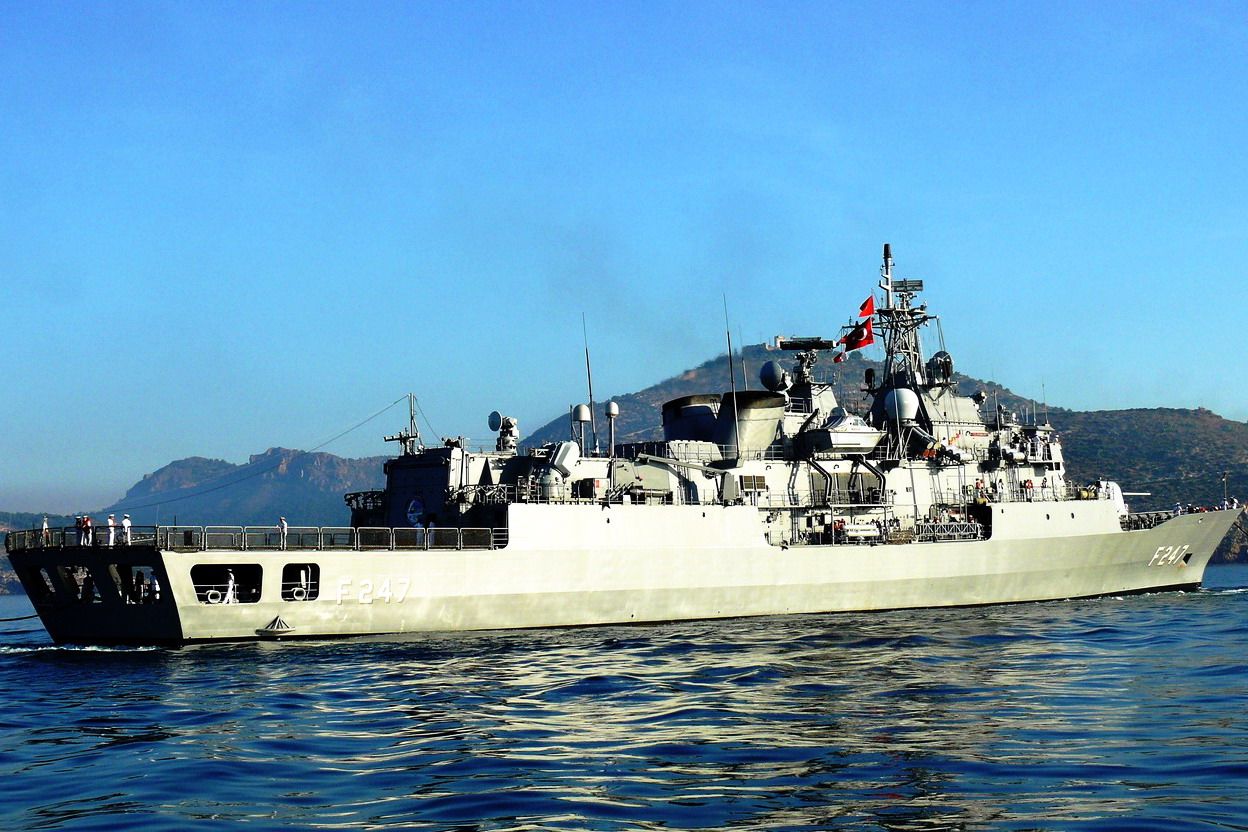
サーリヒレイス級フリゲート「F247 ケマルレイス」 煙突後部のPDMSランチャーがVLSに換装されている